# Wilfried Hulleu
Pas d'image ? Cliquez ici

a Compétitions nationales et continentales officielles uniquement.

Dernière mise à jour le 15 juin 2025.
Wilfried Hulleu, né le 27 juin 2002 à Carcassonne, est un joueur français de rugby à XV qui joue au poste d'ailier ou de centre au FC Grenoble.
Il est le frère de Nathanaël Hulleu.

## Biographie

### Jeunesse et formation
Wilfried Hulleu est né à Carcassonne.
Il commence le rugby au RC Le Môle à Bonneville. À 14 ans, il rejoint le FC Grenoble.

### Carrière professionnelle
Durant la saison 2022-2023, son club termine à la deuxième place de la phase régulière du championnat et se qualifie jusqu'en finale où il affronte Oyonnax mais le FC Grenoble s'incline sur le score de 14 à 3. Le FC Grenoble s'incline ensuite dans le barrage d'accession le 3 juin 2023 contre l'équipe de Top 14 de Perpignan.
Durant la saison 2023-2024, le FCG est de nouveau finaliste de Pro D2 et affronte cette fois le RC Vannes.
Pour cette finale, il est remplaçant. Comme l'année précédente, les Grenoblois sont battus aux portes du Top 14, sur le score de 16 à 9. En barrage pour la montée en première division, le FCG fait face au Montpellier HR. Hulleu débute la rencontre. Cependant, pour la deuxième année consécutive, son club rate la montée lors du barrage défait à trois minutes de la fin 18-20.
En 2024-2025, leader de la saison régulière, avec son club du FCG, il s'impose en demi-finale à domicile contre Provence Rugby (38-17), puis s'incline en finale face à l'US Montauban (19-24) où il marque notamment son dix-huitième essai de la saison. Wilfried Hulleu et le FCG s'inclinent ensuite encore une fois de justesse (11-13) à trois minutes de la fin, dans le barrage d'accession le 14 juin 2025 contre Perpignan. Il est élu dans XV de la saison de Pro D2.
À la fin de la saison, Wilfried Hulleu encore sous contrat avec son club formateur est transféré au Racing 92.

## Palmarès
- FC Grenoble
  - Finaliste du Championnat de France de 2e division en 2023, 2024 et 2025.